# F/A-XX
F/A-XX
- 用途：マルチロール機
- 設計者： アメリカ合衆国
- 製造者：ボーイング社
- 運用者：アメリカ海軍
- 運用状況：開発中

F/A-XXは、アメリカ海軍の次世代航空支配（NGAD）において開発中の第6世代ステルス戦闘機。
ボーイングはこの次世代（第6世代）戦闘機の概念をワシントンD.C.で開催されたSea-Air-Space2013で公開した。
この機体は双発でステルス性を有しており、垂直尾翼を備えない。
ボーイングは有人・無人航空機による併合、無尾翼スタイルは従来同様だが、カナード翼が追加されインテークをはじめとした機体形状に大幅な変更が見られる。また、この機体はF-35C、自律型無人機（UAV）と連携し、監視偵察、精密攻撃能力の確保、空中給油、戦術偵察、目標補足、電子攻撃の能力追加あり、有人・無人の両方の型、そして新しいオプションを含む多として遠隔操縦仕様な任務遂行を一機種で対応することを目標に開発計画が進められている。